# Epibryon intercellulare
Epibryon intercellulare är en svampart som beskrevs av Döbbeler 1979. Epibryon intercellulare ingår i släktet Epibryon och familjen Pseudoperisporiaceae.   Inga underarter finns listade i Catalogue of Life.